# Kathedraal van Puerto Vallarta
De Kathedraal van Puerto Vallarta, officieel de Kerk van Onze-Lieve-Vrouw van Guadalupe (Spaans: Iglesia de Nuestra Senora de Guadalupe) staat in het centrum van de Mexicaanse stad Puerto Vallarta.
De kerk is gewijd aan Onze-Lieve-Vrouw van Guadalupe. Van 1 tot 12 december vormt de kathedraal het middelpunt van het Guadelupefestival.
De eerste steen werd gelegd in 1929. Twaalf jaar later was de Kathedraal af. Op de klokkentoren werd een metalen kroon geplaatst die volgens een gezegde gemodelleerd was naar de tiara van Charlotte van België, de vrouw van keizer Maximiliaan van Mexico. Tijdens de Aardbeving van 1985 werd de kerk beschadigd en viel de kroon naar beneden. De huidige kroon is minder uitbundig en is gemaakt van glasvezelversterkte kunststof. De kroon wordt ondersteund door acht engelen.
Aan de inrichting van de kerk is veel aandacht besteed. Zo is er een aantal beelden te vinden. Het meest opvallende is die van Onze-Lieve-Vrouw van Guadalupe, boven het altaar.